# Amanuense

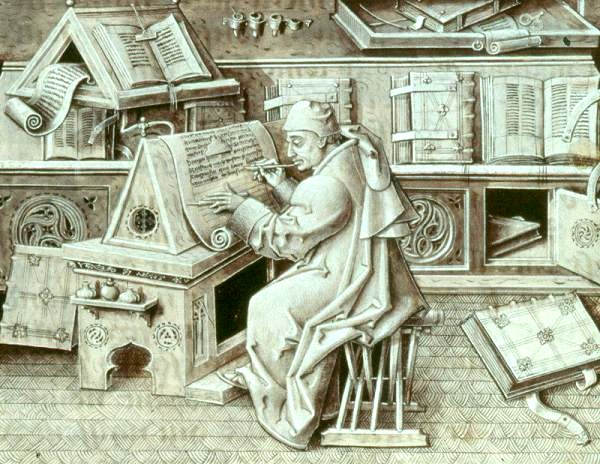
Retrato de Jean Miélot, secretário, copista e tradutor do duque Filipe III de Borgonha.

Amanuense ou copista é aquele que faz cópia textos ou documentos à mão.
A palavra amanuense provém do latim amanuensis, por seu turno derivado da expressão latina “ab manu” (à mão).
Vulgarmente, considera-se amanuense o escriturário duma repartição pública ou estatal, que manualmente registra, processa documentos ou procedimentos judiciais ou extrajudiciais, ou os copia, mesmo utilizando-se de meios informatizados para a realização desses atos.

## História
- No Antigo Egito os copistas utilizavam como suporte para a sua escrita o papiro.
- No Império Romano chamava-se amanuense (amanuensis) ao escravo que era utilizado como secretário do seu senhor ou proprietário. Começa-se a utilizar o pergaminho como suporte da escrita.
- Na Idade Média muitos monges dedicaram-se a copiar livros. Eram os chamados monges copistas que também se distinguiram na iconografia.
- O pergaminho é substituído pelo papel.
- No Poder Judiciário, escrevente é o funcionário que cuida do andamento dos processos, juntando petições, digitando expediente (como mandados, ofícios, cartas, intimações, etc.)

## Amanuenses célebres
Houve várias personalidades importantes que, em algum momento da sua vida, desempenharam as funções de amanuense, como por exemplo:
- Charles Dickens — romancista inglês
- Orestes Barbosa — jornalista brasileiro
- Evangelista Torricelli — físico e matemático italiano
- Lima Barreto — jornalista e escritor brasileiro
- Luís Gama — poeta, escritor, revolucionário e abolicionista afro-brasileiro
- Licurgo de Paiva — escritor, poeta, dramaturgo e jornalista, além de patrono da Cadeira 10 da Academia Piauiense de Letras.